# Discografia dei Rise Against
I Rise Against sono un gruppo musicale rock statunitense di Chicago. La loro discografia è composta da otto album in studio, un album di compilation, otto EP, sedici singoli, due documentari e diciassette video musicali. Il gruppo è nato nel 1999, sotto il nome originale di Transistor Revolt. Dopo aver firmato un contratto con la casa discografica Fat Wreck Chords, hanno cambiato il loro nome in Rise Against e inciso il primo album, The Unraveling nel 2001 e Revolutions Per Minute nel 2003. La band è poi passata alla Geffen Records l'anno successivo, debuttando con un'etichetta principale con: Siren Song of the Counter Culture nel 2004. Oltre a diventare il primo album della band a raggiungere la Billboard 200, dove ha raggiunto il picco alla posizione 136, il successo dei singoli promozionali Give It All e Swing Life Away hanno aiutato i Rise Against ad ottenere un successo mainstream.
Il loro album successivo è stato The Sufferer & the Witness nel 2006. Ha raggiunto il numero dieci della Billboard 200 ed è stato il primo album della band a comparire nella classifica di altri paesi. La popolarità dei Rise Against continua a crescere con il quinto album Appeal to Reason, pubblicato nel 2008 da DGC e Interscope Records. L'album ha venduto oltre 482 000 copie fino al 2011. Il terzo singolo, Savior, è stato il brano che ha trascorso più tempo consecutivamente nelle classifiche Hot Rock e Alternative Songs, rispettivamente di sessantatré e sessantacinque settimane.

## Album

### Album in studio
| Titolo                            | Anno | Etichetta                | Formato                               | Posizione massima    | Posizione massima  | Posizione massima | Posizione massima    | Posizione massima   | Posizione massima   | Posizione massima        | Posizione massima      | Posizione massima | Posizione massima | Posizione massima   | Posizione massima      | Posizione massima      | Certificazione                                              |
| Titolo                            | Anno | Etichetta                | Formato                               | Australia (bandiera) | Austria (bandiera) | Belgio (bandiera) | Finlandia (bandiera) | Germania (bandiera) | Norvegia (bandiera) | Nuova Zelanda (bandiera) | Paesi Bassi (bandiera) | Spagna (bandiera) | Svezia (bandiera) | Svizzera (bandiera) | Regno Unito (bandiera) | Stati Uniti (bandiera) | Certificazione                                              |
| --------------------------------- | ---- | ------------------------ | ------------------------------------- | -------------------- | ------------------ | ----------------- | -------------------- | ------------------- | ------------------- | ------------------------ | ---------------------- | ----------------- | ----------------- | ------------------- | ---------------------- | ---------------------- | ----------------------------------------------------------- |
| The Unraveling                    | 2001 | Fat Wreck Chords         | CD, LP, digital download              | —                    | —                  | —                 | —                    | —                   | —                   | —                        | —                      | —                 | —                 | —                   | —                      | —                      | —                                                           |
| Revolutions per Minute            | 2003 | Fat Wreck Chords         | CD, LP, digital download              | —                    | —                  | —                 | —                    | —                   | —                   | —                        | —                      | —                 | —                 | —                   | —                      | —                      | —                                                           |
| Siren Song of the Counter Culture | 2004 | Geffen Records           | CD, LP, digital download              | —                    | —                  | —                 | —                    | —                   | —                   | —                        | —                      | —                 | —                 | —                   | —                      | 136—                   | - Canada: Platino - USA: Oro - Austria: Oro                 |
| The Sufferer & the Witness        | 2006 | Geffen Records           | CD, LP, digital download              | 21                   | 75                 | —                 | —                    | 77                  | —                   | —                        | —                      | —                 | —                 | 98                  | 171                    | 10                     | - Canada: Platino - USA: Oro - Austria: Oro - Germania: Oro |
| Appeal to Reason                  | 2008 | Universal Music          | CD, LP, digital download              | 7                    | 34                 | —                 | —                    | 21                  | —                   | 34                       | —                      | —                 | 51                | 44                  | 68                     | 3                      | - Canada: Platino - USA: Oro - Germania: Oro - Austria: Oro |
| Endgame                           | 2011 | DGC / Interscope Records | CD, LP, digital download              | 2                    | 3                  | 23                | 42                   | 1                   | 28                  | 6                        | 47                     | 72                | 6                 | 12                  | 27                     | 2                      | - Canada: Platino - Austria: Oro - Germania: Oro            |
| The Black Market                  | 2014 | DGC / Interscope Records | CD, LP, digital download              | 3                    | 3                  | 19                | 22                   | 1                   | —                   | 6                        | —                      | —                 | —                 | 5                   | 13                     | 3                      | - Canada: Oro - Germania: Oro                               |
| Wolves                            | 2017 | Virgin Records           | CD, LP, Musicasetta, digital download | 5                    | 5                  | —                 | —                    | 5                   | —                   | 20                       | —                      | —                 | —                 | 11                  | 38                     | 9                      |                                                             |
| Nowhere Generation                | 2021 | Loma Vista Recordings    | CD, LP, Musicasetta, digital download |                      |                    |                   |                      |                     |                     |                          |                        |                   |                   |                     |                        |                        |                                                             |

### Raccolte
| Titolo                                           | Anno | Etichetta      | Formato                      | Classifiche | Classifiche | Classifiche | Classifiche | Classifiche | Classifiche |
| Titolo                                           | Anno | Etichetta      | Formato                      | US          | AUS         | AUT         | CAN         | GER         | UK          |
| ------------------------------------------------ | ---- | -------------- | ---------------------------- | ----------- | ----------- | ----------- | ----------- | ----------- | ----------- |
| Long Forgotten Songs: B-Sides & Covers 2000–2013 | 2013 | Interscope     | CD, CC, LP, digital download | 19          | 16          | 7           | 4           | 7           | 73          |
| The Ghost Note Symphonies, Vol 1                 | 2018 | Virgin Records | CD, LP, digital download     | 55          | 72          | 29          | 22          | 9           | ---         |

## EP (Extended Plays)
Lista degli EP (Extended Plays)
| Titolo                     | Anno | Etichetta          | Formato              |
| -------------------------- | ---- | ------------------ | -------------------- |
| Transistor Revolt          | 2000 | Self-released      | CD                   |
| This Is Noise              | 2007 | Geffen Records     | CD, digital download |
| Rise Against / Anti-Flag   | 2009 | DGC Records        | Vinile               |
| Rise Against 7"            | 2009 | Fat Wreck Chords   | Vinile               |
| Grammatizator              | 2009 | DGC/Geffen Records | Digital download     |
| Join the Ranks             | 2011 | Fat Wreck Chords   | Vinile               |
| Rise Against/Face to Face  | 2011 | Folsom Records     | Vinile               |
| Satellite EP               | 2012 | DGC                | Digital download     |
| Live From The Honda Center | 2013 | Interscope Records | Vinile               |
| The Eco-Terrorist In Me EP | 2015 | Interscope Records | Vinile               |
| Megaphone                  | 2018 | Virgin Records     | Vinile               |
| Nowhere Generation         | 2021 | Loma Vista Records | Vinile               |
| Nowhere Sessions           | 2021 | Loma Vista Records | Digital download     |
| Nowhere Generation II      | 2022 | Loma Vista Records | CD, Vinile           |

## Singoli
| Titolo                                                                                      | Anno | Album                             | Posizione massima | Posizione massima | Posizione massima | Posizione massima | Posizione massima | Posizione massima | Certificazioni |
| Titolo                                                                                      | Anno | Album                             | US Hot 100        | US Pop 100        | US Alt.           | US Main           | CAN               | AUS               | Certificazioni |
| ------------------------------------------------------------------------------------------- | ---- | --------------------------------- | ----------------- | ----------------- | ----------------- | ----------------- | ----------------- | ----------------- | -------------- |
| Give It All                                                                                 | 2004 | Siren Song of the Counter Culture | —                 | —                 | 37                | —                 | —                 | —                 |                |
| Swing Life Away                                                                             | 2005 | Siren Song of the Counter Culture | —                 | —                 | 12                | —                 | —                 | —                 |                |
| Life Less Frightening                                                                       | 2005 | Siren Song of the Counter Culture | —                 | —                 | 33                | —                 | —                 | —                 |                |
| Ready to Fall                                                                               | 2006 | The Sufferer & the Witness        | —                 | —                 | 13                | —                 | —                 | —                 |                |
| Prayer of the Refugee                                                                       | 2006 | The Sufferer & the Witness        | —                 | —                 | 7                 | —                 | —                 | —                 | US: Platino    |
| The Good Left Undone                                                                        | 2007 | The Sufferer & the Witness        | —                 | —                 | 6                 | —                 | —                 | —                 |                |
| Re-Education (Through Labor)                                                                | 2008 | Appeal to Reason                  | 112               | —                 | 3                 | 22                | 63                | 63                | US: Oro        |
| Audience of One                                                                             | 2009 | Appeal to Reason                  | —                 | —                 | 4                 | —                 | 59                | 59                |                |
| Savior                                                                                      | 2009 | Appeal to Reason                  | 102               | —                 | 3                 | 18                | 68                | 68                | US: Platino    |
| Help Is on the Way                                                                          | 2011 | Endgame                           | 89                | —                 | 2                 | 6                 | 45                | 45                |                |
| Make It Stop (September's Children)                                                         | 2011 | Endgame                           | —                 | —                 | 6                 | 16                | —                 | —                 |                |
| Satellite                                                                                   | 2011 | Endgame                           | —                 | —                 | 7                 | 17                | —                 | —                 | GER: Oro       |
| I Don't Wanna Be Here Anymore                                                               | 2014 | The Black Market                  | —                 | —                 | 13                | 5                 | —                 | —                 |                |
| Tragedy + Time                                                                              | 2014 | The Black Market                  | —                 | —                 | 26                | 28                | 92                | 69                |                |
| Violence                                                                                    | 2017 | Wolves                            | —                 | —                 | 21                | 13                | —                 | —                 |                |
| House on Fire                                                                               | 2018 | Wolves                            | —                 | —                 | 35                | 9                 | 44                | —                 |                |
| Broken Dreams, Inc                                                                          | 2020 | —                                 | —                 | —                 | —                 | —                 | —                 | —                 |                |
| Nowhere Generation                                                                          | 2021 | Nowhere Generation                | —                 | —                 | 27                | 21                | —                 | —                 |                |
| Talking to Ourselves                                                                        | 2021 | Nowhere Generation                | —                 | —                 | —                 | —                 | —                 | —                 |                |
| Last Man Standing                                                                           | 2022 | Nowhere Generation                | —                 | —                 | —                 | —                 | —                 | —                 |                |
| Pain Mgmt                                                                                   | 2022 | Nowhere Generation II             | —                 | —                 | —                 | —                 | —                 | —                 |                |
| — indica un singolo che non ha certificazione o non è stato distribuito in quel territorio. |      |                                   |                   |                   |                   |                   |                   |                   |                |

### Singoli promozionali
| Titolo                                                                                      | Anno | Album                  | Classifica | Classifica | Classifica | Classifica |
| Titolo                                                                                      | Anno | Album                  | US         | US Rock    | US Alt.    | US Main.   |
| ------------------------------------------------------------------------------------------- | ---- | ---------------------- | ---------- | ---------- | ---------- | ---------- |
| Like the Angel                                                                              | 2003 | Revolutions per minute | —          | —          | —          | —          |
| Architects                                                                                  | 2011 | Endgame                | —          | —          | —          | —          |
| Wait for Me                                                                                 | 2012 | Endgame                | —          | 14         | 14         | 10         |
| The Numbers                                                                                 | 2021 | Nowhere Generation     | —          | —          | —          | —          |
| — indica un singolo che non ha certificazione o non è stato distribuito in quel territorio. |      |                        |            |            |            |            |

## Altre canzoni in classifica
| Titolo      | Anno | Album            | Posizione in classifica |
| Titolo      | Anno | Album            | SWE                     |
| ----------- | ---- | ---------------- | ----------------------- |
| Hero of War | 2009 | Appeal to Reason | 4                       |

## Videografia

### Documentari
| Titolo                        | Anno | Etichetta      | Formato | Note                                                         |
| ----------------------------- | ---- | -------------- | ------- | ------------------------------------------------------------ |
| Generation Lost               | 2006 | Geffen Records | DVD     | Show dal vivo, interviste, video musicali e dietro le quinte |
| Another Station: Another Mile | 2010 | DGC Records    | DVD     | Show dal vivo e interviste                                   |

### Video musicali
| Titolo                                                     | Anno | Regista                 | Note   |
| ---------------------------------------------------------- | ---- | ----------------------- | ------ |
| Heaven Knows                                               | 2003 | Bob Trondson            | [ 30 ] |
| Give It All                                                | 2004 | James Cox               | [ 30 ] |
| Swing Life Away                                            | 2005 | Estevan Oriol           | [ 30 ] |
| Ready To Fall                                              | 2006 | Kevin Kerslake          | [ 31 ] |
| Prayer of the Refugee                                      | 2006 | Tony Petrossian         | [ 32 ] |
| Behind Closed Doors                                        | 2006 | Tony Petrossian         | [ 33 ] |
| The Good Left Undone                                       | 2007 | NEON                    | [ 33 ] |
| Re-Education (Through Labor)                               | 2008 | Kevin Kerslake          | [ 34 ] |
| Audience of One                                            | 2008 | Brett Simon             | [ 35 ] |
| Hero of War                                                | 2009 | Meiert Avis             | [ 36 ] |
| Savior                                                     | 2009 | Kevin Kerslake          | [ 37 ] |
| Help Is On the Way                                         | 2011 | Alan Ferguson           | [ 38 ] |
| Make It Stop (September's Children)                        | 2011 | Marc Klasfeld           | [ 39 ] |
| Satellite                                                  | 2011 | Marc Klasfeld           | [ 40 ] |
| Ballad of Hollis Brown                                     | 2012 | Nico Sabenorio          | [ 30 ] |
| I Don't Want To Be Here Anymore                            | 2014 | Nico Sabenorio          | [ 30 ] |
| Tragedy + Time                                             | 2014 | Wes Kandel, Casey Hupke | [ 41 ] |
| People Live Here                                           | 2016 | Tyler W. Davis          | [ 42 ] |
| The Violence                                               | 2017 | Simian Design           | [ 43 ] |
| House on Fire                                              | 2018 | Daniel Carberry         | [ 44 ] |
| Like the Angel (The Ghost Note Symphonies, Vol 1)          | 2018 |                         | [ 45 ] |
| Megaphone                                                  | 2018 |                         | [ 46 ] |
| Broadcast [Signal] Frequency                               | 2018 |                         | [ 47 ] |
| Bullshit                                                   | 2018 |                         | [ 48 ] |
| Escape Artists (Live At Home, 2020)                        | 2020 |                         | [ 49 ] |
| Broken Dreams, Inc (DC - Dark Nights: Death Metal Version) | 2020 | The Royal We            | [ 50 ] |
| Nowhere Generation                                         | 2021 | Brian Roettinger        | [ 51 ] |
| The Numbers                                                | 2021 | INDECLINE               | [ 52 ] |
| Talking to Ourselves                                       | 2021 | Brian Roettinger        | [ 53 ] |
| Last Man Standing                                          | 2022 | Ryan Valdez             | [ 54 ] |
| Pain Mgmt                                                  | 2022 | INDECLINE               | [ 55 ] |